# プロセスシステム工学
プロセスシステム工学（プロセスシステムこうがく、英語：process systems engineering）は、さまざまなプロセスシステムを設計・運転・制御し、管理するために必要とされる一般的な知識を取り扱う工学。ヨーロッパでは、computer aided process engineeringと呼ばれることも多いが，プロセスシステム工学の方がより広い概念である。モデル化とシミュレーション、最適化を基礎的な要素技術とし、問題解決のためにはコンピュータが多用される。対象システムに対する深い知識に基づいた上で，複雑なシステムを全体としてとらえて問題を解決する手法に特徴がある．
Process Systems Engineering という言葉がはじめて用いられたのは，1961年のアメリカ化学工学会(AIChE)のシンポジウムシリーズ特別号である．
その後，1982年の第1回プロセスシステム工学国際シンポジウム(PSE'82，京都)の開催によって，
広く用いられるようになった．

## 関連学会など
- 日本学術振興会第143委員会
- 化学工学会
- 計測自動制御学会